# Іто Юріка
Юріка Іто (яп. 伊藤 友莉香; нар. 25 березня 1991, префектура Осака) — японська борчиня вільного стилю, дворазова чемпіонка, срібна та дворазова бронзова призерка чемпіонатів Азії, бронзова призерка Азійських ігор в приміщенні, чотириразова володарка та срібна призерка Кубків світу.

## Життєпис
Боротьбою почала займатися з 2001 року. У 2007 році виграла чемпіонат Азії серед кадетів. Наступного року повторила цей успіх. У 2009 році стала бронзовою призеркою чемпіонату світу серед юніорів, а через два роки на цих же змаганнях завоювала чемпіонський титул. У 2010 році здобула срібну нагороду на чемпіонаті світу серед студентів, а вже через два роки стала чемпіонкою цих змагань.
Виступає за борцівський клуб університету Окаяма. Тренер — Хіросі Кадо.

## Спортивні результати на міжнародних змаганнях

### Виступи на Чемпіонатах Азії
| Змагання                       | Збірна | Вагова категорія          | Місце  |
| ------------------------------ | ------ | ------------------------- | ------ |
| Чемпіонат Азії з боротьби 2009 | Японія | жіноча боротьба, до 59 кг | Золото |
| Чемпіонат Азії з боротьби 2010 | Японія | жіноча боротьба, до 59 кг | Бронза |
| Чемпіонат Азії з боротьби 2013 | Японія | жіноча боротьба, до 63 кг | Срібло |
| Чемпіонат Азії з боротьби 2014 | Японія | жіноча боротьба, до 63 кг | Золото |
| Чемпіонат Азії з боротьби 2018 | Японія | жіноча боротьба, до 62 кг | Бронза |

### Виступи на Азійських іграх
| Змагання                        | Збірна | Вагова категорія          | Місце  |
| ------------------------------- | ------ | ------------------------- | ------ |
| Азійські ігри в приміщенні 2017 | Японія | жіноча боротьба, до 63 кг | Бронза |

### Виступи на Кубках світу
| Змагання                    | Збірна | Вагова категорія          | Місце  |
| --------------------------- | ------ | ------------------------- | ------ |
| Кубок світу з боротьби 2013 | Японія | жіноча боротьба, до 63 кг | Срібло |
| Кубок світу з боротьби 2014 | Японія | жіноча боротьба, до 63 кг | Золото |
| Кубок світу з боротьби 2015 | Японія | жіноча боротьба, до 63 кг | Золото |
| Кубок світу з боротьби 2017 | Японія | команда                   | Золото |
| Кубок світу з боротьби 2018 | Японія | команда                   | Золото |

### Виступи на інших змаганнях
| Змагання                                                | Збірна | Вагова категорія          | Місце  |
| ------------------------------------------------------- | ------ | ------------------------- | ------ |
| Austrian Ladies Open 2009                               | Японія | жіноча боротьба, до 59 кг | Бронза |
| Чемпіонат світу з боротьби серед студентів 2010         | Японія | жіноча боротьба, до 59 кг | Срібло |
| Золотий Гран-прі з боротьби 2012 (Баку)                 | Японія | жіноча боротьба, до 63 кг | Бронза |
| Чемпіонат світу з боротьби серед студентів 2012         | Японія | жіноча боротьба, до 59 кг | Золото |
| Міжнародний турнір Ньюйоркського атлетичного клубу 2013 | Японія | жіноча боротьба, до 63 кг | Золото |
| Гран-прі «Іван Яригін» 2014                             | Японія | жіноча боротьба, до 63 кг | Золото |
| Золотий Гран-прі з боротьби 2014 (Баку)                 | Японія | жіноча боротьба, до 63 кг | Срібло |
| Всеяпонський відкритий чемпіонат з боротьби 2018        | Японія | жіноча боротьба, до 62 кг | Срібло |
| Чемпіонат Японії з боротьби 2018                        | Японія | жіноча боротьба, до 62 кг | Бронза |

### Виступи на змаганнях молодших вікових груп
| Змагання                                      | Збірна | Вагова категорія          | Місце  |
| --------------------------------------------- | ------ | ------------------------- | ------ |
| Чемпіонат Азії з боротьби серед кадетів 2007  | Японія | жіноча боротьба, до 56 кг | Золото |
| Чемпіонат Азії з боротьби серед кадетів 2008  | Японія | жіноча боротьба, до 60 кг | Золото |
| Чемпіонат світу з боротьби серед юніорів 2009 | Японія | жіноча боротьба, до 59 кг | Бронза |
| Чемпіонат світу з боротьби серед юніорів 2011 | Японія | жіноча боротьба, до 59 кг | Золото |